# San Lorenzo in Campo
San Lorenzo in Campo là một đô thị ở tỉnh Pesaro và Urbino trong vùng Marche, nằm cách 45 km về phía tây của Ancona và khoảng 35 km về phía nam của Pesaro. Tại thời điểm ngày 31 tháng 12 năm 2004, đô thị này có dân số 3.435 và diện tích là 28,7 km².
San Lorenzo in Campo giáp các đô thị sau: Arcevia, Castelleone di Suasa, Corinaldo, Fratte Rosa, Mondavio, Pergola.